# 唐人里線
唐人里線（タンインニせん）は、大韓民国ソウル特別市麻浦区にある西江駅と唐人里駅とを結んでいた鉄道庁（現韓国鉄道公社）の鉄道路線である。1980年に廃線となった。

## 路線データ
- 路線距離：2.4km
- 軌間：1435mm
- 駅数：3
- 複線区間：なし
- 電化区間：なし

## 歴史
- 1929年9月20日 - 唐人里発電所（後のソウル火力発電所）への無煙炭の輸送を目的として開通。
- 1975年8月15日 - 旅客輸送が中断、貨物専用路線となる。
- 1980年3月1日 - 廃線となる。
- 2000年代 - 廃線跡の一部が遊歩道として整備される。

## 駅一覧
- 駅所在地は全線ソウル特別市麻浦区内。

| 駅名       | 駅名       | 駅名         | 駅間キロ (km) | 累計キロ (km) | 駅 等級 | 駅種別 | 接続路線                           | 備考       |
| 日本語     | ハングル   | 英語         | 駅間キロ (km) | 累計キロ (km) | 駅 等級 | 駅種別 | 接続路線                           | 備考       |
| ---------- | ---------- | ------------ | ------------- | ------------- | ------- | ------ | ---------------------------------- | ---------- |
| 西江駅     | 서강역     | Seogang      | 0.0           | 0.0           |         |        | 鉄道庁：龍山線・新村連結線（廃線） |            |
| 細橋里駅   | 세교리역   | Segyo-ri     | 0.7           | 0.7           |         |        |                                    | 1944年廃止 |
| 放送所前駅 | 방송소앞역 | Bangsongsoap | 1.0           | 1.7           |         |        |                                    |            |
| 唐人里駅   | 당인리역   | Dangin-ri    | 0.7           | 2.4           |         |        |                                    |            |